# ICAN
ICAN eller International Campaign to Abolish Nuclear Weapons er en global sammenslutning af mere end 400 organisationer i over 100 lande, der arbejder for at befri verden for atomvåben. ICAN blev udpeget som modtager af Nobels fredspris i 2017 "for dens arbejde med at gøre opmærksom på de katastrofale humanitære konsekvenser af enhver brug af atomvåben har, og for sin banebrydende indsats for at opnå et traktat-baseret forbud mod brugen af sådanne våben".
ICAN blev etableret i 2007 i Melbourne, Australien, efter at International Physicians for the Prevention of Nuclear War, der havde modtaget Nobels fredspris i 1985, i september året forinden havde foreslået at samle de organisationer, der havde det samme mål om at undgå en atomkrig.